# Parlamento da Moldávia
O Parlamento da República da Moldávia (em romeno: Parlamentul Republicii Moldova) é a sede do poder legislativo da Moldávia, o parlamento foi fundado em 1994, no formato unicameral e conta atualmente com 101 membros eleitos para mandatos de 4 anos por representação proporcional em 39 círculos eleitorais.